# Justyna Mospinek
Justyna Mospinek (née le 8 novembre 1983) est une archère polonaise.

## Palmarès

### Jeux olympiques
- 2008 à Pékin,  Chine
  - 48e en individuel
  - 6e en équipe
- 2004 à Athènes,  Grèce
  - 14e en individuel
  - 15e en équipe

### Championnats d'Europe de tir à l'arc
- 2010 à Rovereto,  Italie
  - 4e en individuel